# 动视
动视（英語：Activision Publishing, Inc.）是一家电子游戏开发商、发行商和经销商，成立于1979年10月1日。动视发行的第一个产品是一款在雅达利2600游戏机上使用的游戏卡带，这款产品在美国市场发行于1980年7月，国际市场发行于1981年8月。2008年1月18日，动视宣布根据NPD Group的数据他们是2007年销量最多的美国发行商。
長期擔任动视CEO的是勞勃·柯提克，他从1991年起就担任动视有限责任公司的首席执行官直到2008年7月9日动视与维旺迪游戏合并成立新的动视暴雪公司（至2023年12月29日離職）。2013年7月25日，动视暴雪宣布从维旺迪所有人手中购买价值23.4亿美元的4.29亿股票，使得动视暴雪成为独立公司。2022年，微軟以687億美元收購動視暴雪，於2023年10月13日收購完成後正式成為旗下微软游戏（Microsoft Gaming）的子公司。

## 历史

### 动视
在动视成立之前，电子游戏都是直接通过游戏设计公司发行的。比如雅達利就是雅達利2600的发行商。这样的销售方式给游戏的开发商们带来了不少麻烦，他们得不到那些卖座游戏带来的奖赏。在看到那些销售商们收入每年数百万美元到自己腰包里之后，一些程序员决定自己成立一家发行游戏的公司。這其中包括雅達利的四位程式設計師大卫·克雷恩（David Crane）、拉里·卡普兰（Larry Kaplan）、阿兰·米勒（Alan Miller）和鲍勃·怀特海德（Bob Whitehead），他們四人所製作的遊戲佔了雅達利1979年遊戲銷量的六成，他們發現自己的作品為公司賺大錢卻沒得到應有的分紅，於是向公司的CEO爭取分紅和在遊戲包裝盒上印上程式設計師名字，但遭到對方以「毛巾設計員」、「誰都懂得弄遊戲卡帶」等刻薄回應，他們因此決定自立門戶，籌組一家第三方遊戲製作公司—這在當時而言屬十分創新的概念。
他們的律師為他們引薦音乐界的吉姆·莱维（Jim Levy），他當時打算投資進入電腦軟件行業。萊維接納他們的發展計劃並引入資本。四人先後自雅達利離職，加入由吉姆·萊維擔任首席執行官的新公司。他們也曾考慮以VSync, Inc.命名新公司，但擔心定位不清和難以發音所以放棄，結果一開始時公司的名稱是Computer Arts, Inc.，於1979年10月1日正式成立。後來萊維決定合併動態（active）及電視（television）二字，把公司名改為「（動視）」。
由于四个顶尖程序员的离开，雅達利的遊戲開發工作接近崩溃，由此也引起了两家公司间的长久的诉讼，这场官司直到1982年才结束。从此动视开始接手家庭游戏的发行工作。
1982年，动视发布了《Pitfall!》，被认为是第一个平台游戏，也是雅達利2600主机平台上面销售最好的游戏。尽管开发小组的技术实力早已体现出来，但是这个游戏让他们的成功更上一个台阶。这个游戏和后续版本成为1980年代热门的游戏之一。
1985年，动视和文字冒险类游戏界先驱Infocom公司合并。吉姆从前是Infocom出品的游戏的忠实爱好者，他希望能让Infocom发挥更大的力量。但是事与愿违，六个月后，布鲁斯·戴维斯（Bruce Davis）取代之成为动视的CEO。大卫则反对这次合并，并且强迫Infocom改变市场策略，结果导致产品销量直线下降。
1989年，在多年经营不善之后，动视关闭了Infocom在剑桥的工作室，而位于美国马萨诸塞州的工作室里面的26个员工只剩下11个。
1988年，动视为了拓宽市场並分散投資風險，改名为Mediagenic，发行了由Infocom开发的关系数据库程序《Cornerstone》，但是市场反应平淡。
1992年，Mediagenic启动了破产保护程序，最先的动视从此消失。

### 新动视
Mediagenic经历失败导致其与The Disc公司合并，在经历破产之后，公司改名回动视。在破产保护期间，它仍然在发布游戏。
1991年，动视把原来Infocom开发的20个文字冒险游戏做成CD发售，名叫《Infocom之失去的宝藏》（The Lost Treasures of Infocom）。这套合集取得了极大的成功。后续版本又发行了11个游戏。
2003年，动视和其他一些游戏发行商被调查是否有「收回保护」行为。
2004年，动视公司庆祝成立25周年，并连续第12年实现收入增长。

### 动视暴雪
2007年12月，动视与维旺迪集团的子公司维旺迪游戏合并，合并后的动视公司更名为动视暴雪公司。
2013年10月12日，由 Bobby Kotick 领导的动视管理层回购股份后，动视暴雪独立。
全球游戏巨头动视暴雪宣布完成与前母公司维旺迪集团（Vivendi S.A.）和投资集团ASAC II LP先前达成的交易。动视发言人称，回购案原定于10月15日完成，虽然受到起诉的影响，但依然在比原定计划还要早。这笔交易由原动视公司CEO、现动视暴雪现任CEO Bobby Kotick 领导，该公司从维旺迪回购4.29亿股股份，合计支付53.8亿美元；动视暴雪身后的ASAC II LP出资23.4亿美元购买1.72亿股股份，双方合计出资81.7亿美元。
2014年8月，德国科隆游戏展前夕，动视更新了雪乐山的官方网站，重启雪乐山品牌。
2022年1月，微軟宣佈以687億美元現金收購動視暴雪，整個交易過程在2023年10月13日全部完成，正式成為旗下新成立遊戲部門微軟遊戲的子公司。
2023年2月，作为微软收购动视暴雪中承诺的一部分，动视宣布《使命召唤》系列未来会支持英伟达的云串流服务GeForce Now；同年3月，动视宣布将会在未来10年里在任天堂平台上推出《使命召唤》系列作品。

## 旗下品牌

### 雪乐山
原来的雪乐山公司开发了上世纪80、90年代一些最受喜爱的游戏作品，包括《花花公子拉瑞》（Leisure Suit Larry）、《鹅妈妈的困惑》（Mixed Up Mother Goose）、《英雄传奇》（Quest for Glory）、《太空冒险》（Space Quest）以及《国王密使》（King's Quest）。
20世纪90年代中期，雪乐山的业务转为游戏发行，代表作品包括第一版的半条命（Half-Life）。
2000年代中期，在经历了财务危机和大规模裁员之后，雪乐山已经成为明日黄花。
2008年，雪乐山被并入动视。
动视与维旺迪游戏合并后，只保留了雪乐山的工作室和品牌如动视上海（原属雪乐山，更早时是盛秦）。雪乐山的公司机构早已名存实亡，旗下的游戏品牌几乎都被收归到动视名下。动视所做的一切都明确传递出其要停止运行并关闭雪乐山公司，甚至有传言说，动视曾考虑卖掉这个品牌。
直到2014年8月的德国科隆游戏展前夕，动视更新了雪乐山的官方网站，重启雪乐山品牌。雪乐山销声匿迹将近5年时间，除了“雪乐山”这个名字得以保留以外，该公司的很多标志性人物，比如联合创始人肯·威廉姆斯（Ken Williams）和罗伯塔·威廉纳斯（Roberta Williams），在很久之前（20世纪90年代）就已经退隐。

### 暴雪娱乐
暴雪娱乐是动视唯一的一个独立部门，很多人因此担忧暴雪的运行是否会受动视管理层的影响。对此，暴雪娱乐高层曾经向玩家保证，合并后，暴雪的管理上不会有任何改变，并且不会受到来自动视领导层的任何影响。迄今为止，尚无暴雪受到动视方面影响的确凿证据。玩家们对此仍持关切态度，尽管对暴雪慢条斯理的开发步伐及频繁跳票的习性有所不满，但更难接受的是让暴雪牺牲品質加快开发速度以满足开发限期。
Robert Kotick于2008年动视和维旺迪游戏合并后任CEO和董事会成员，在这之前1991年2月起则一直是动视的CEO。 Kotick是一名非玩家的纯商人，而他更以坚持底线而著称，也就是说他会把那种数豆子般斤斤计较的办法用在自由运转，妙趣横生的游戏开发行业里。动视与暴雪的合并在游戏社群中引起了相当的关切，因为Kotick时常挂在嘴边的行商经与暴雪那慢条斯理，精工细活的高品质设计实践明显相悖。
Kotick在媒体和游戏群体中是一位颇具争议的人物，一方面可能是因为他只为受欢迎的游戏系列开发续作而对开发新游戏漠不关心。在回复为何动视暴雪不愿发布某些游戏时，他暗示公司对那些无法在多个平台上经年盈利，没有开发续作潜力和无法创亿收入的游戏不感兴趣。
一些媒体公开批评Kotick了做法。Ars Technica的编辑Ben Kuchera写到，毫无疑问，Kotick根本不懂游戏行业。Kotick曾威胁索尼公司，如果不降低主机价格就会取消对所有PS3主机的支持；另外他在评论《使命召唤》，《吉他英雄》和《魔兽世界》系列游戏的成功时曾一度引起不满。在听到《现代战争2 Prestige版》售$149.99，《托尼霍克：直立滑行》套装售$119.99以及《DJ英雄》售$119.99的新闻后，Kotick向一名记者指出，“如果换作我的话，我会再价上加价的。”
众所周知的是，Bobby Kotick没有参与过任何暴雪游戏的开发，投入也为零，《暗黑破坏神3》也不例外。Bobby不是游戏人也不会设计游戏，但是他却知道如何毫厘不落地榨取每一分利益。他的投入，如果有的话，也只是在加快开发，降低投入或是市场和配给专员方面。
2010年8月Gamescom上，暗黑3的游戏总监Jay Wilson在采访中被问及他与动视的交往经历。
- in.Diablo.d3：暴雪现在与动视合并了，那么现在就有很多人在议论这会为游戏带来什么样的改变。Bobby Kotick这个名字现在频繁地出现，那么动视是否会影响到你们制作游戏的方式呢？
- Jay Wilson：我与动视方面唯一的一些经历都是积极的。动视在配给方面非常专业。这其实是商业范畴，但他们的配给渠道确实一流，对《星际争霸2》的发布助力颇足。我这边从来没有被动视的人要求做任何事情。他们也从来没有要求暴雪内其他游戏总监做任何事情。我们慢条斯理地制作精品游戏，这一点他们是尊重的；另一方面他们的配给和出版手段一流，我们也尊重他们。很多人猜测我们被动视压着要做这做那，或是传Bobby让他们束手束脚的，但我是没有见过。

这是很中肯的回复。但Jay在评论中几乎不提实际游戏制作方面的问题。他没有谈到战网的改变等问题，比如论坛实名制的崩溃。

## 旗下工作室

### 现存
- 位于美国加利福尼亚州圣莫尼卡的Beachhead Studios，成立于2011年2月。
- 位于加拿大魁北克省魁北克市的Beenox，成立于2000年5月，于2005年5月25日被收购。
- 位于爱尔兰共和国都柏林和加拿大不列颠哥伦比亚省温哥华的DemonWare，成立于2003年，于2007年5月被收购。
- 位于英国华威郡皇家利明顿温泉的FreeStyleGames，成立于2002年，于2008年9月12日被收购。
- 位于美国加利福尼亚州圣迭戈的High Moon Studios，成立于2001年4月，原名颯美娛樂（Sammy Entertainment），于2006年1月被维旺迪游戏收购。
- 位于美国加利福尼亚州洛杉矶市恩西诺的Infinity Ward，成立于2002年，于2003年10月被收购。
- 位于加拿大温哥华的Radical Entertainment，成立于1991年，于2005年被维旺迪游戏收购。
- 位于美国威斯康辛州麦迪逊的Raven Software，成立于1990年，于1997年被收购。
- 位于美国加利福尼亚州福斯特城的Sledgehammer Games，成立于2009年7月21日。
- 位于美国加利福尼亚州圣莫尼卡的Treyarch，成立于1996年，于2001年被收购。
- 位于美国纽约州奥尔巴尼县梅南兹的Vicarious Visions，成立于1990年，于2005年1月被收购。

### 已关闭
- 位于英国利兹的Blast Furnace，成立于2011年11月，原名动视利兹，2012年8月更名，2014年3月关闭。
- 位于美国加利福尼亚州洛杉矶的Gray Matter Interactive，成立于1990年代，原名Xatrix Entertainment，于2002年1月被收购，2005年合并至Treyarch。
- 位于美国马萨诸塞州剑桥的Infocom，成立于1979年6月22日，于1986年被收购，1989年关闭。
- 位于美国加利福尼亚州圣莫尼卡的Luxoflux，成立于1997年1月，于2002年10月被收购，2010年1月11日关闭[9]
- 位于美国加利福尼亚州旧金山的Shaba Games，成立于1997年9月，于2002年被收购，2009年10月8日关闭。[10][11]
- 位于美国加利福尼亚州山景城的RedOctane，成立于2005年11月，于2006年被收购，2010年2月关闭。[12]
- 位于美国加利福尼亚州红木岸地区的Underground Development，成立于1994年，原名 founded as Z-Axis，于2002年5月被收购，2010年2月11日关闭。[12]
- 位于美国艾奥瓦州艾奥瓦城的Budcat Creations，成立于2000年9月，于2008年11月10日被收购，2010年11月关闭。
- 位于美国加利福尼亚州洛杉矶的7 Studios，成立于1999年，于2009年4月6日被收购，2011年2月关闭。
- 位于英国利物浦的Bizarre Creations，成立于1987年，原名Raising Hell Productions，1994年更名，于2007年9月26日被收购[13]，2011年2月18日关闭。
- 位于美国加利福尼亚州洛杉矶的Neversoft，成立于1994年7月，于1999年10月被收购，2014年5月3日合并至Infinity Ward，[14]2014年7月10日正式注销。[15]

### 已出售
- 位于美国纽约的Wanako Studios，成立于2005年，于2007年2月20日被维旺迪游戏收购，2008年11月出售给了Artificial Mind and Movement。
- 位于英国伯明翰的Swordfish Studios，成立于2002年9月，于2005年6月被维旺迪游戏收购，2008年11月14日出售给了Codemasters。
- 位于瑞典马尔默的Massive Entertainment，成立于1987年，于2002年被维旺迪游戏收购，2008年11月10日出售给了育碧。
- 位于美国加利福尼亚州诺瓦托的Toys for Bob，成立于1989年，于2005年5月3日被收购，2024年2月29日出售成為獨立工作室。

## 动视发行的著名游戏
部分游戏无官方译名或者通用中文翻译名称
| - Fishing Derby (1980) - Skiing (1980) - Freeway (1981) - Ice Hockey (1981) - Kaboom! (1981) - Stampede (1981) - Barnstorming (1982) - Enduro (1982) - Chopper Command (1982) - Pitfall! (1982) - River Raid (1982) - Robot Tank (1983) - H.E.R.O. (1984) - Hunter (1991) - MechWarrior 2: 31st Century Combat (1995) - 雷神之锤系列（除了首代雷神之锤） - 雷神之锤II - 雷神之锤III - Interstate '76 (1997) - Battlezone (1998) - SiN (1998) - Vigilante 8 series (1998-2008) - Civilization: Call to Power (1999) - 托尼霍克的职业滑板系列 (1999–present) - X-Men series (2000–present) - Star Trek series (2000–2002) - Call to Power II (2000) - Star Wars Jedi Knight II: Jedi Outcast (2002) - Spider-Man movie series (2002–present) - Star Wars Jedi Knight: Jedi Academy (2003) - 決勝時刻系列 (2003–现在) - 決勝時刻(2003) - 決勝時刻：聯合行動(2004) - 決勝時刻2(2005) - 決勝時刻：先進戰爭(2014) - 決勝時刻：無盡戰爭(2016) - 真实犯罪：洛城街头(2003) | - 毁灭战士3 (2004) - 罗马：全面战争 (2004) - Gun (2005) - 真实犯罪：纽约(2005) - 吉他英雄系列 (2006–2011) (with some exceptions) - Marvel: Ultimate Alliance series (2006–2013) - Crash Bandicoot series（古惑狼系列） (2008–2014) - 小龙斯派罗系列（Spyro the Dragon series） - 变形金刚2：卷土重来 (2009) - 虐杀原形系列 (2009–2012) - DJ英雄系列 (2009–2011) - Blur (2010) - GoldenEye 007 (2010) - Singularity (2010) - Spider-Man: Shattered Dimensions (2010) - 变形金刚：War for Cybertron (2010) - 小龙斯派罗系列（Skylanders series） (2011–现在) - Goldeneye 007: Reloaded (2011) - The Amazing Spider-Man (2012) - Transformers: Fall of Cybertron (2012) - Angry Birds Star Wars (2013) - The Amazing Spider-Man 2 (2014) - 变形金刚：Rise of the Dark Spark (2014) - 命运系列 (2014–现在) - 古惑狼系列重啟(2017–现在) - Apocalypse - Asteroids - Big Rigs - Dark Reign - Keystone Kapers - Mat Hoffmans's Pro BMX 2 - Nightmare Creatures - 双子星奇遇记 - 天诛系列 - 命运战士 - 命运战士2 - 德军总部：黑曜阴谋 - 重返德军总部 - 坎贝拉的危险狩猎系列 |

## 旗下品牌发行的著名游戏

### 雪乐山
| - 神秘屋（Mystery House） - 巫师与公主（The Wizard and the Princess） - 花花公子拉瑞（Leisure Suit Larry） - 鹅妈妈的困惑（Mixed Up Mother Goose） - 英雄传奇（Quest for Glory） - Quest系列游戏 - 太空冒险（Space Quest） - 警察任务（Police Quest） - 国王秘使系列（King's Quest） - 神奇王国多媒体版（Mixed-Up Mother Goose） - 梦想国度平台（ImagiNation） - 狩魔猎人（Gabriel Knight） - 幽魂（Phantasmagoria） - 凯撒 - 宙斯 - 法老王 - 几何战争 - 几何战争2 - 家园 - 家园2 - 半条命（Half-Life） - 半条命MOD：反恐精英（Counter-Strike） - 袋狼大進擊（Crash Bandicoot） - 虐杀原形系列 - 小龙斯派罗系列 | - 国王密使 - 几何战争3：维度 |

## 相关條目
- 动视暴雪
- Infinity Ward
- 雪乐山
- 暴雪娱乐
- 维旺迪游戏
- 维旺迪